# Toropamecia caribbea
Toropamecia caribbea är en tvåvingeart som beskrevs av Timothy M. Cogan 1978. Toropamecia caribbea ingår i släktet Toropamecia och familjen markflugor.
Artens utbredningsområde är Puerto Rico. Inga underarter finns listade i Catalogue of Life.